# Кавалеры ордена Святого Георгия III класса Д
Кавалеры ордена Святого Георгия III класса на букву «Д»
Список составлен по алфавиту персоналий. Приводятся фамилия, имя, отчество; звание на момент награждения; номер по спискам Григоровича — Степанова и Судравского; дата награждения. Лица, чьи имена точно идентифицировать не удалось, не викифицируются.
- Давыдов, Евграф Владимирович, генерал-майор, № 364, 10 февраля 1814
- Давыдовский, Яков Яковлевич, полковник, № 141, 8 января 1807 (посмертно)
- Дамас, Роже де, полковник французской службы, № 84, 25 марта 1791
- Дандевиль, Виктор Дезидерьевич, генерал-лейтенант, № 566, 7 апреля 1878
- Данилов, Владимир Николаевич, генерал-лейтенант, № 593, 19 сентября 1907
- Д'Аспре, Константин; генерал от артиллерии австрийской службы, № 463, 29 апреля 1849
- Девель, Фёдор Данилович, генерал-лейтенант, № 535, 14 мая 1877
- Де-Дамас, Максим Иванович, генерал-майор прусской службы, № 372, 5 мая 1814
- Деев, Михаил Иванович, полковник, № 103, 12 мая 1794
- принц Де-Линь, Карл, полковник, № 86, 25 марта 1791 (см. дом Линь)
- Деллингсгаузен, Иван Фёдорович, генерал-майор, № 425, 16 апреля 1831
- Демидов, Николай Иванович, генерал-майор, № 192, 5 июля 1808
- Ден, Иван Иванович, генерал-лейтенант, № 451, 18 октября 1831
- Деникин, Антон Иванович, генерал-майор, 3 ноября 1915
- Денисов, Фёдор Петрович, генерал-майор, № 67, 9 июня 1789
- Денисьев, Лука Алексеевич, генерал-майор, № 209, 25 июля 1810
- Депрерадович, Леонтий Иванович, генерал-майор, № 134, 24 февраля 1806
- Депрерадович, Николай Иванович, генерал-майор, № 135, 24 февраля 1806
- Де-Рибас, Еммануэль, полковник, № 85, 25 марта 1791
- Де-Рибас, Иосиф Михайлович, генерал-майор, № 72, 3 октября 1789
- Джеллико, Джон Рашуорт, адмирал британской службы, 24 июля 1916
- Дернберг, Вильгельм Каспар Фердинанд, генерал-майор, № 285, 27 марта 1813
- Дехтерев, Николай Васильевич, полковник, № 162, 26 апреля 1807
- Дибич-Забалканский, Иван Иванович, полковник, № 232, 24 августа 1812
- Добротин, Сергей Фёдорович, генерал-лейтенант, 8 февраля 1915
- Довре, Фёдор Филиппович, генерал-майор, № 237, 19 сентября 1812
- Долгоруков, Василий Владимирович, генерал-майор, № 15, 27 августа 1770
- Долгоруков, Василий Юрьевич, генерал-майор, № 204, 13 июня 1810
- Долгоруков, Михаил Петрович, генерал-майор, № 160, 26 апреля 1807
- Долгоруков, Пётр Петрович, генерал-майор, № 131, 28 января 1806
- Долгоруков, Сергей Николаевич, генерал-лейтенант, № 294, 3 июня 1813
- Долгоруков, Юрий Владимирович, генерал-майор, № 20, 28 сентября 1770
- Дорохов, Иван Семёнович, генерал-майор, № 143, 21 января 1807
- Дохтуров, Дмитрий Сергеевич, генерал-лейтенант, № 123, 12 января 1806
- Драгомиров, Абрам Михайлович, генерал-лейтенант, 8 февраля 1915
- Драгомиров, Михаил Иванович, генерал-майор, № 538, 16 июня 1877
- Древиц, Иван Григорьевич, подполковник, № 3, 3 февраля 1770
- Дука, Илья Михайлович, полковник, № 161, 26 апреля 1807
- Духонин, Николай Николаевич, генерал-майор, 15 июня 1917